# 木老坪乡
木老坪乡，是中华人民共和国贵州省黔南布依族苗族自治州瓮安县一个已撤销的乡级行政区，2012年3月28日，贵州省人民政府批复同意瓮安县部分乡镇行政区划调整，撤销木老坪乡，将其所辖的木老坪村、印山村、新寨村划归银盏镇，天堂村划归猴场镇。